# Charles Fenno Hoffman

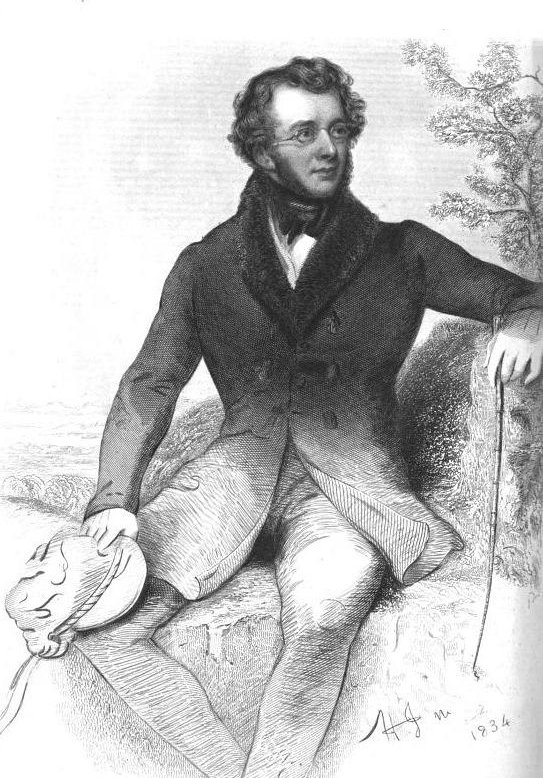
Charles Fenno Hoffman (Porträt auf dem Fronstispiz seines Gedichtsbands The Echo, 1844)

Charles Fenno Hoffman (* 7. Februar 1806 in New York; † 7. Juni 1884 in Harrisburg, Pennsylvania) war ein amerikanischer Schriftsteller und Publizist. Er war zu seiner Zeit sowohl als Lyriker als auch als Erzähler bekannt.

## Leben
Charles Fenno Hoffman war der Sohn eines New Yorker Anwalts und studierte wie sein Vater Jurisprudenz. Er arbeitete nach seinem Studium drei Jahre lang ebenfalls als Rechtsanwalt in seiner Heimatstadt, widmete sich dann aber ganz der Literatur. 1833 gründete er das in seiner Zeit einflussreiche Knickerbocker Magazine, gab aber dessen Leitung später ab. Er wurde Redakteur und Herausgeber des  Atlantic Monthly, später für kurze Zeit des New York Mirror und der New York Literary World.
Obwohl er schon in der Kindheit ein Bein verloren hatte, hielt er sich gerne in der Wildnis auf und suchte das Abenteuer, das die unberührten Weiten des Westens in Nordamerika damals noch boten.
Die letzten 35 Jahre seines Lebens verbrachte er in verschiedenen Nervenheilanstalten.

## Werke (Auswahl)
- A Winter in the West. Hapers & Brothers, New York 1835. (Digitalisate des Internet Archive: Band I, Band II)
- Wild Scenes in the Forest and Prairies. 2 Bände. Richard Bentley, London 1839. (Digitalisate: Band I, Band II)
  - dt. Wilde Scenen in Wald und Prairie, mit Skizzen amerikanischen Lebens. Übersetzt von Friedrich Gerstäcker. Leipzig 1845.
- Greyslaer: A Romance of the Mohawk. 2 Bände. Harper & Brothers, 1840. (Digitalisate: Band I, Band II)
  - dt. Greyslaer: Eine romantische Erzählung der Mohawk-Indianer zur Zeit des nordamerikanischen Freiheitskrieges. Pforzheim, 1841.
- The Vigil of Faith and Other Poems. S. Colman, New York 1842. (Digitalisat)
- The Echo; or, Borrowed Notes for Home Circulation. Lindsay & Blakiston, Philadelphia 1844. (Digitalisat)
- Love's Calendar, Lays of the Hudson, and Other Poems. D. Appleton and Co., New York 1847. (Digitalisat)
- The Pioneers of New York: An Anniversary Discourse Delivered before the St. Nicholas Society of Manhattan, December 6, 1847. Stanford and Swords, New York 1848. (Digitalisat)
- Edward Fenno Hoffman (Hrsg.): The Poems of Charles Fenno Hoffman. Porter & Coates, Philadelphia 1873. (Digitalisat)

## Sekundärliteratur
Monographien
- Homer F. Barnes: Charles Fenno Hoffman. Columbia University Press, New York 1930.

Enzyklopädieartikel
19. Jahrhundert
- Charles Fenno Hoffman. In: Rufus Wilmot Griswold: The Poets and Poetry of America. Carey and Hart, Philadelphia 1843, S. 259–272.
- Charles Fenno Hoffman. In: Rufus Wilmot Griswold: The Prose Writers of America. 4., verbesserte Auflage. Parry & Mcmillan, Philadelphia 1856, S. 456–462.

20. und 21. Jahrhundert
- Steven Fink: Hoffman, Charles Fenno. In: American National Biography Online, <http://www.anb.org/articles/16/16-00774.html> (Zugriff beschränkt)
- Harriet F. Bergmann: Charles Fenno Hoffman. In: Dictionary of Literary Biography, Band 3: Antebellum Writers in New York and the South. Gale, Detroit 1979.
- Emily A. Bernhard Jackson: Charles Fenno Hoffman. In: Dictionary of Literary Biography, Band 250: Antebellum Writers in New York: Second Series. Gale, Detroit 2002, S. 184–188.